# Gedoornde hartschelp
De Gedoornde hartschelp (Acanthocardia echinata) is een in zee levende tweekleppige weekdiersoort uit de familie van de Cardiidae.

## Beschrijving

### Schelpkenmerken
Deze soort heeft een stevige, bijna ronde schelp. De umbo steekt duidelijk uit en ligt net voor het midden van de schelp. Vanuit de top lopen tot maximaal 18-22 brede radiale ribben. De ribben hebben een bijna rechthoekige doorsnede. De ribben zijn iets breder dan de ruimte ertussen. Aan de achterzijde van de schelp zijn de ribben wat smaller en op de voorzijde liggen ze verder uit elkaar en zijn ze lager. Over en tussen de ribben is een sculptuur van vrij grove concentrische dwarslijntjes aanwezig. Over het midden van de ribben loopt een zwakke groef waarin op regelmatige afstand stekels staan die iets naar voren zijn gebogen. Deze stekels zijn bij de voorrand van de schelp langer. Tussen de stekels loopt een dun richeltje. De groeven aan de binnenkant van de schelp (de holle ribben) zijn duidelijk zichtbaar en lopen door tot bijna onder de top.
Zoals alle soorten uit dit geslacht heeft een heterodont slot: in de linkerklep 2 en in de rechterklep 1 cardinale tand en 2 laterale tanden in beide kleppen.
De schelp is geelwit, met bruine vlekken. Het periostracum is roestbruin en is bij vers materiaal vooral aanwezig tussen de ribben. Strandmateriaal is vaak bruin of blauw verkleurd. De binnenzijde is wit, porseleinachtig glanzend.

### Afmetingen van de schelp
- lengte: tot 75 millimeter (meestal kleiner)
- hoogte: tot 65 millimeter (meestal kleiner)

Acanthocardia echinata Rechter Klep
Acanthocardia echinata Linker Klep

Acanthocardia echinata duregni Rechter Klep
Acanthocardia echinata duregni Linker Klep

Acanthocardia echinata mucronata Rechter Klep
Acanthocardia echinata mucronata Linker Klep

### Habitat en Levenswijze
De dieren leven ondiep ingegraven in een zand- of modderbodem, uitsluitend in het sublitoraal. In de Noordzee meestal op diepten tussen 15 en 35 meter.

### Voorkomen
De schelp komt voor van Noorwegen tot de Middellandse Zee en de Canarische Eilanden. Losse kleppen (zelden doubletten) spoelen regelmatig aan langs de zuidoostelijke Noordzeekust, met name op de Waddeneilanden. Naar het noorden toe algemener. Recentelijk werd de Gedoornde hartschelp ook levend in Zeeland aangetroffen.

### Fossiel voorkomen
Acanthocardia echinata is niet fossiel bekend uit de ondergrond van Nederland en België. Wel is zij aanwezig in interglaciale mariene afzettingen in de ondergrond van de Noordzee.

## Meer afbeeldingen

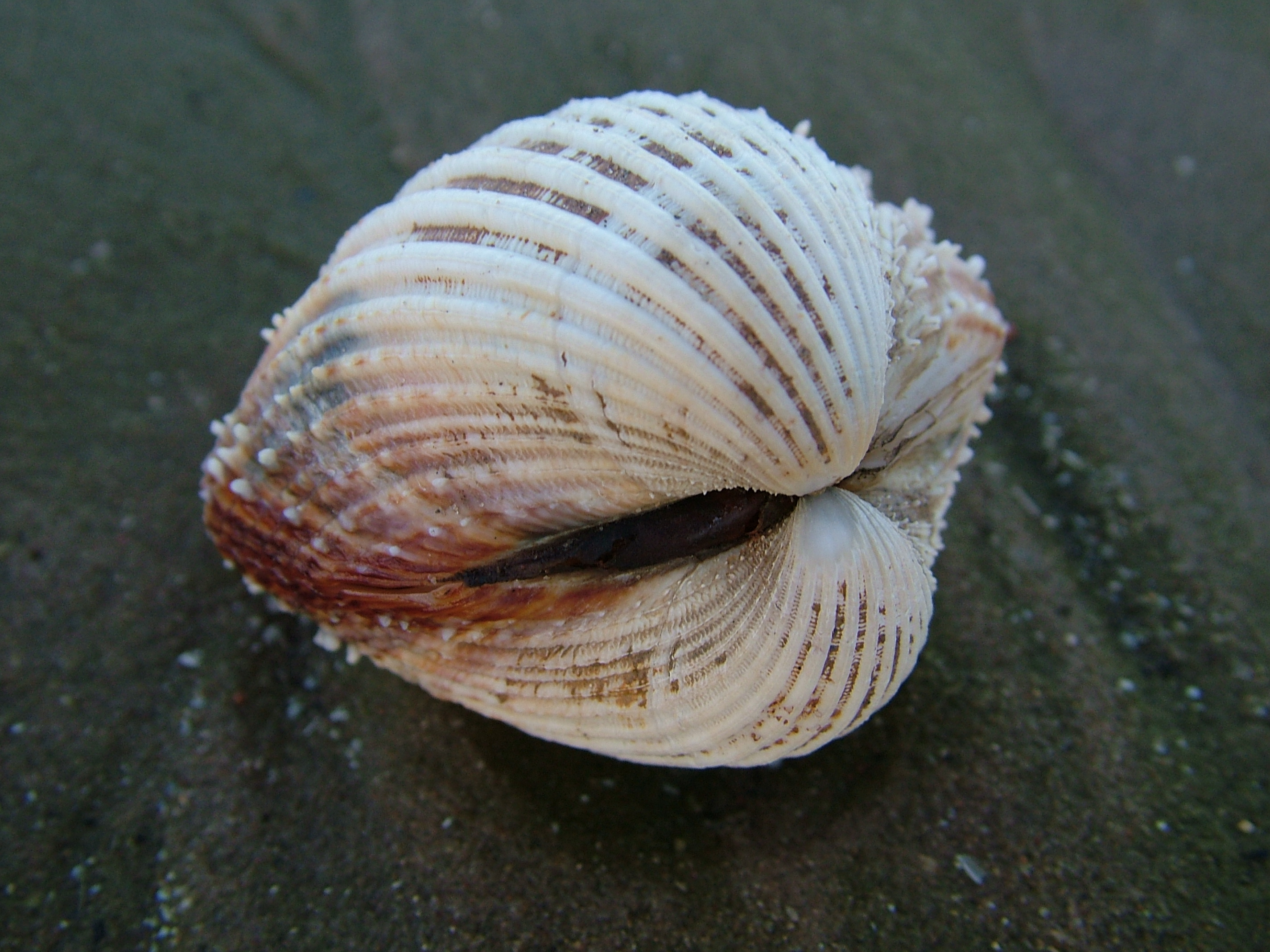
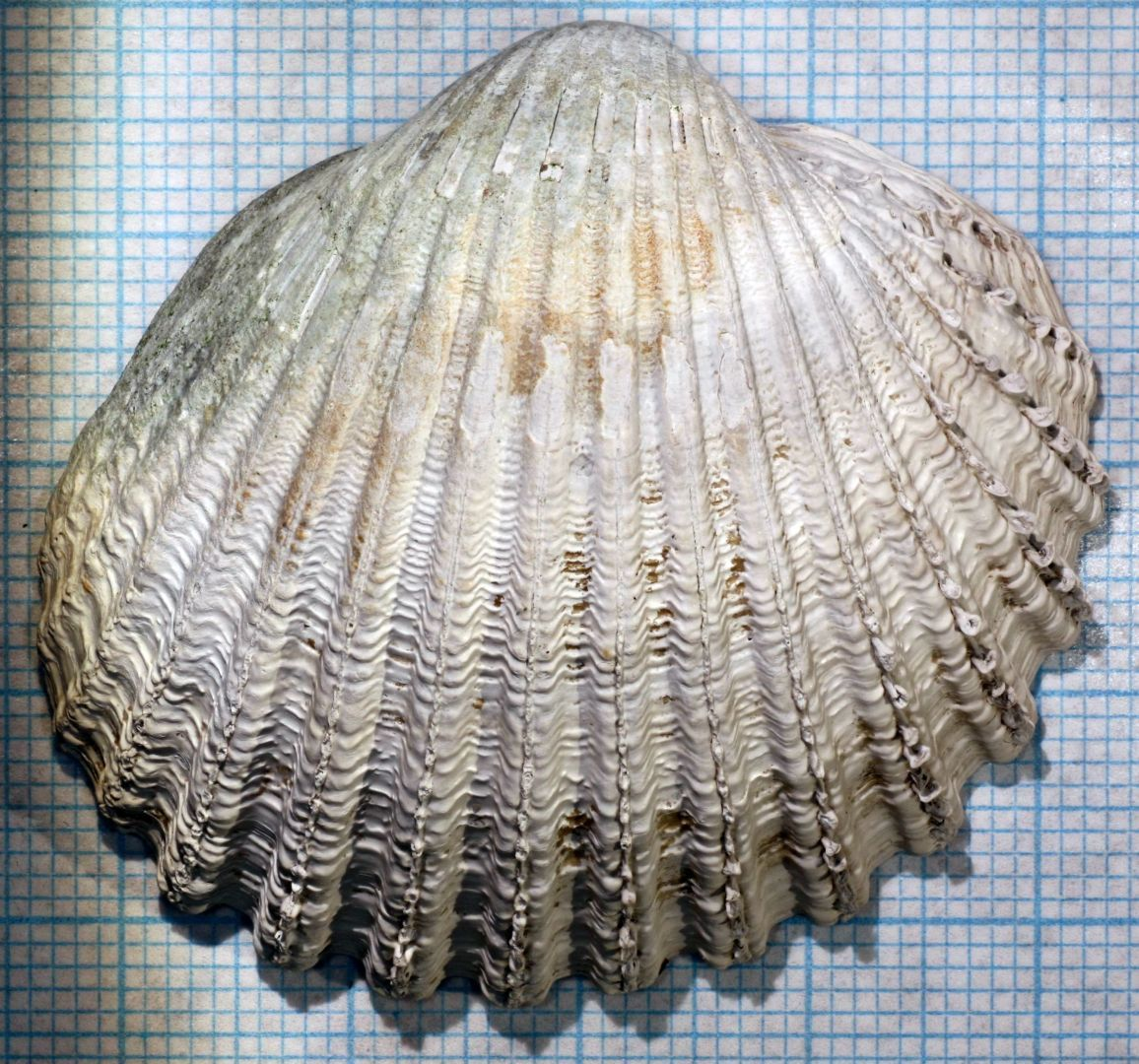
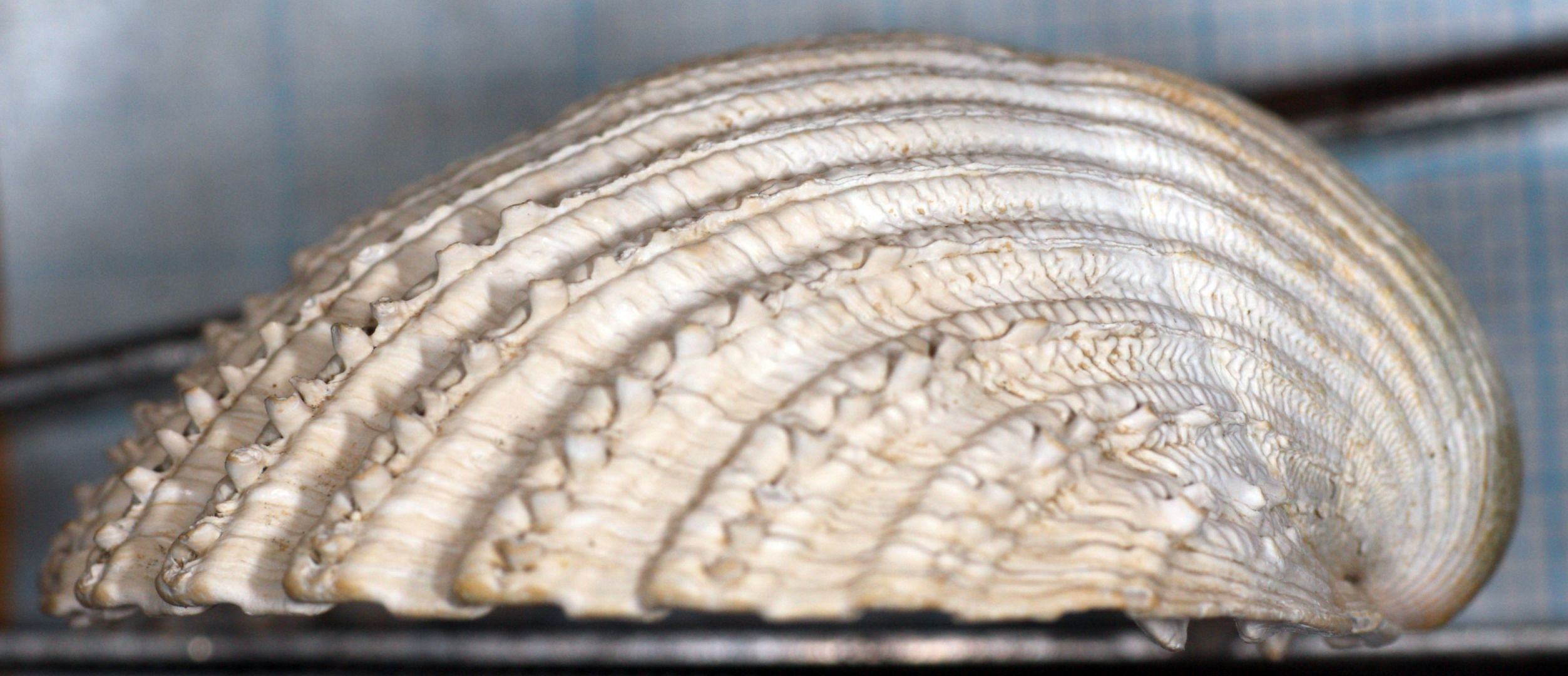
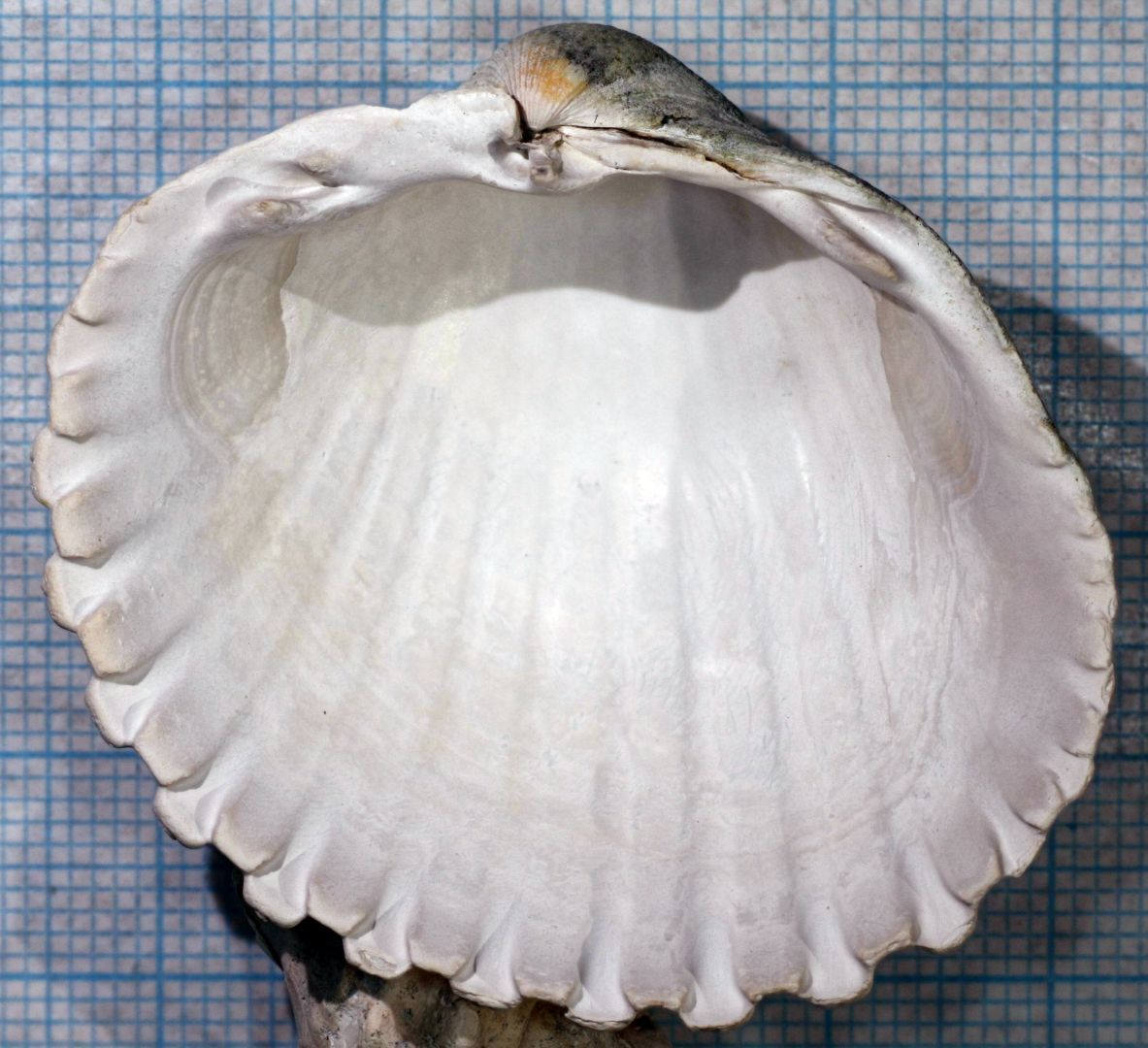